# Dietrich Mannsperger
Dietrich Mannsperger (* 19. Juli 1933 in Stuttgart) ist ein deutscher Klassischer Philologe und Numismatiker.

## Leben
Der Sohn des Gymnasiallehrers Eugen Mannsperger (1902–1969) studierte Klassische Philologie, Klassische Archäologie und Alte Geschichte an der Universität Tübingen. Dort wurde er im Sommer 1963 bei Wolfgang Schadewaldt promoviert.  Von 1972 bis zu seinem Ruhestand 1999 war er Leiter der Numismatischen Arbeitsstelle der Universität Tübingen und damit Kustos der Münzsammlung der Universität am Institut für Klassische Archäologie. Hier wurde er auch zum Honorarprofessor ernannt.

## Schriften
- Physis bei Platon. De Gruyter, Berlin 1969 (Dissertation, doi:10.1515/9783110839265).
- Sylloge Nummorum Graecorum Deutschland. Münzsammlung der Universität Tübingen.
  - Heft 1: Hispania – Sikelia. Nr. 1–730. Gebr. Mann Verlag, Berlin 1981, ISBN 3-7861-1280-0.
  - Heft 2: Taurische Chersones – Korkyra. Nr. 731–1542. Hirmer, München 1982, ISBN 3-7861-1355-6.
  - Heft 3: mit Gisela Fischer-Heetfeld: Akarnanien – Bithynien. Nr. 1543–2173. Hirmer, München 1985, ISBN 3-7861-1434-X.
  - Heft 4: Mysien – Ionien. Nr. 2174–3306. Hirmer, München 1989, ISBN 3-7774-4880-X.
  - Heft 5: Karien und Lydien. Nr. 3307–3886. Hirmer, München 1994, ISBN 3-7774-6150-4.
  - Heft 6: mit Michael Matzke: Phrygien – Kappadokien. römische Provinzprägungen in Kleinasien. Nr. 3887–4744. Hirmer, München 1998, ISBN 3-7774-7460-6.
- Alexander der Große im Bild der Münzen. Die Sammlung Karl Russ in der Tübinger Universitäts-Münzsammlung (= Ausstellungskataloge der Universität Tübingen 15). Attempto-Verlag, Tübingen 1981.
- mit Manfred Korfmann: Troia. Ein historischer Überblick und Rundgang. Theiss, Stuttgart 1998, ISBN 3-8062-1369-0.
- mit Brigitte Mannsperger: Homer verstehen. WBG, Darmstadt 2006, ISBN 978-3-534-17273-3.